# Catalina Soler Torres
Catalina Soler Torres (Felanitx, 21 de març de 1972) és una política mallorquina, alcaldessa de Felanitx, diputada al Parlament Balear en la VII legislatura i senadora al Senat d'Espanya en la XI i XII Legislatures.

## Biografia
Estudià dret. Militant del Partido Popular, el 1995 fou presidenta de Nuevas Generaciones de Felanitx. A les eleccions municipals espanyoles de 1995 i 1999 fou regidora i portaveu del grup municipal popular a Felanitx. A les eleccions municipals espanyoles de 2003 i 2007 fou elegida alcaldessa de Felanitx per majoria absoluta. Alhora, fou escollida diputada a les eleccions al Parlament de les Illes Balears de 2007. El juliol de 2008 va dimitir com a alcaldessa.
En 2011 fou nomenada consellera de medi ambient del Consell de Mallorca. Un dels temes més polèmics fou la importació de residus de fora per cremar-los a Mallorca i poder treure més rendiment a la incineradora de Son Reus.
Al gener de 2016 fou elegida senadora per Mallorca a les eleccions generals espanyoles de 2015 i 2016. Va ser vicepresidenta primera de la Comissió d'incompatibilitats des del 9 de febrer de 2016 al 4 de març de 2019.
A les eleccions municipals espanyoles de 2019 es va tornar a presentar com a candidata a batlessa de Felanitx pel PP. Tot i així, es quedà a l'oposició degut a la reedició del pacte entre PSOE, Bloc i El Pi.